# Tropidostoma
Genre
Espèce
Synonymes
- Tropidostoma dunnii Seeley, 1889
- Dicynodon microtrema Seeley, 1889
- Dicynodon cavifrons Broom & Haughton, 1917
- Dicynodon rogersi Broom & Haughton, 1917
- Cteniosaurus platyceps Broom, 1935
- Dicynodon acutirostris Broom, 1935
- Dicynodon validus Broom, 1935

Tropidostoma est un genre éteint de thérapsides dicynodontes ayant vécu au Permien en Afrique du Sud.
Il existe deux morphotypes parmi les spécimens se référant à T. dubium, une forme robuste avec un grand museau et de grandes défenses (Dicynodon dubius, D. cavifrons et D. validus), et une forme gracile avec un museau bas et petites défenses (Cteniosaurus platyceps, Dicynodon rogersi et D. acutirostris), signe d'un dimorphisme sexuel ou d'une variation individuelle.